# الاتحاد العالمي للنقل والمواصلات العامة
الاتحاد العالمي للنقل والمواصلات العامة (UITP، (بالفرنسية: L’Union internationale des transports publics)‏) هو منظمة غير ربحية للدعوة لسلطات ومشغلي النقل العام، وصناع القرار السياسي، والمعاهد العلمية وصناعة خدمات النقل العام. تأسس في 17 أغسطس 1885 من قبل الملك ليوبولد الثاني في بروكسل، بلجيكا لدعم الترام البلجيكي وصناعة الصلب. يدعم الاتحاد نهجًا شاملاً للتنقل الحضري ويدعو إلى تطوير النقل العام والتنقل المستدام.

## التنظيم
يمثل الاتحاد شبكة دولية تضم 1800 شركة عضو تقع في أكثر من 100 دولة وتغطي جميع وسائل النقل العام - المترو،  السكك الحديدية الخفيفة،   السكك الحديدية الإقليمية والضواحي، الحافلات،  والنقل البحري .  كما أنه يمثل النقل الجماعي بمعنى أوسع.
تضم شبكة الاتحاد مكتبًا رئيسيًا واحدًا تابعًا للاتحاد الأوروبي في بروكسل وخمسة عشر مكتبًا إقليميًا واتصالًا في جميع أنحاء العالم ( أبيدجان، وبنغالور، والدار البيضاء، ودبي، وهونغ كونغ، وإسطنبول، وجوهانسبرغ، وموسكو، ونيويورك، وساو باولو، وسنغافورة، وطهران، والمكسيك وأمريكا الوسطى، نيودلهي وملبورن ).
تم التصويت على خالد الحقيل، الرئيس التنفيذي والعضو المنتدب للشركة السعودية للنقل الجماعي (سابتكو)، كرئيس جديد للاتحاد الدولي للمواصلات في أحدث جمعية عمومية للفترة 2021-2023.
بصفته الرئيس التنفيذي والعضو المنتدب لشركة سابتكو على مدار الخمسة عشر عامًا الماضية، يعد خالد الحقيل شخصية معروفة في هذا المجال، حيث يشرف على واحدة من أكبر شركات النقل العام في منطقة الشرق الأوسط وشمال إفريقيا.
يدير الأمانة العامة في بروكسل محمد مزغاني، الذي يعمل منذ أكثر من 25 عامًا في مجالات النقل العام والتنقل الحضري ذات الصلة. شغل منصب نائب الأمين العام للجمعية منذ يناير 2014 حتى انتخابه في عام 2017.